# کپلر-۵۶
کپلر-۵۶ (انگلیسی: Kepler-56) یک غول سرخ در صورت فلکی ماکیان است که حدود ۳۰۳۰ سال نوری (۹۳۰ پارسک) از منظومه شمسی فاصله دارد. جرم این ستاره کمی بیشتر از جرم خورشید است.

## ویژگی‌ها
کپلر-۵۶ یک ستاره غول سرخ است. این بدان معناست که دیگر هیدروژن را در هسته خود به صورت همجوشی هسته‌ای مصرف نمی‌کند و از حالت رشته اصلی خارج است. جرم آن حدود ۱٫۳ جرم خورشید است. شعاع آن حدود ۴٫۲ شعاع خورشید است که چگالی ستاره را در حدود ۰٫۰۲۵ گرم بر سانتی‌متر مکعب قرار می‌دهد. برای مرجع، چگالی خورشید حدود ۱٫۴۰۸ گرم بر سانتی‌متر مکعب است. فلزی بودن آن حدود 0.0251 Z0/X0 است. درخشندگی آن حدود 9.6 L⊙ است و دمای مؤثر آن ۴۹۷۳ کلوین (۴۷۰۰ درجه سانتیگراد؛ ۸۴۹۲ درجه فارنهایت) است که کپلر-۵۶ را به عنوان کلاس طیفی K3III طبقه‌بندی می‌کند.[۵]